# Championnats d'Afrique de course en ligne de canoë-kayak 2023
Navigation
2016
Les Championnats d'Afrique de course en ligne de canoë-kayak 2023 sont la neuvième édition des Championnats d'Afrique de course en ligne de canoë-kayak. Ils ont lieu du 21 au 27 novembre 2023 à Abuja  au Nigeria. La compétition est qualificative pour les Jeux olympiques d'été de 2024 à Paris.

## Nations participantes
16 nations participent à ces Championnats : 
- Afrique du Sud
- Algérie
- Angola
- Côte d'Ivoire
- Djibouti
- Égypte
- Ghana
- Kenya
- Maroc
- Mozambique
- Nigeria
- Ouganda
- Sao Tomé-et-Principe
- Sénégal
- Seychelles
- Tunisie

## Médaillés
Les médaillés sont : 

### Hommes
| K1 200 m   | Callam Davis (RSA)                                      | Ryad Bentouati (ALG)                             | Slehddine Maknine (TUN)                          |  |  |  |
| K1 500 m   | ????? (???)                                             | ????? (???)                                      | Ayoub Haidra (ALG)                               |  |  |  |
| K1 1 000 m | Achraf Elaidi (MAR)                                     | Mohamed Ali Mrabet (TUN)                         | Ali Hassan (EGY)                                 |  |  |  |
| K2 200 m   | Nigeria- Endurance Okpe Godhelp - Samson Celestine Etoi | Algérie- Ayoub Haidra - Ryad Bentouati           | Égypte- Sohail Mohamed - Hamza Ahmed             |  |  |  |
| K2 500 m   | Afrique du Sud- Chrisjan Coetzee - Nicholas Weeks       | Tunisie- Mohamed Ali Mrabet - Slehddine Maknine  | Égypte- Youssef Abdelgawad - Hamza Ahmed         |  |  |  |
|            |                                                         |                                                  |                                                  |  |  |  |
| C1 200 m   | Adlène Khattali (TUN)                                   | Joaquim Lobo (MOZ)                               | Manuel António (ANG)                             |  |  |  |
| C1 1 000 m | Ghailene Khattali (TUN)                                 | Benilson Sanda (ANG)                             | Admilson André Batista De Sousa (STP)            |  |  |  |
| C2 200 m   | Tunisie- Ghailene Khattali - Adlène Khattali            | Algérie- Sid Ali Belaïdi - Mohamed Ali Merzougui | Angola- Manuel António - Benilson Sanda          |  |  |  |
| C2 500 m   | Angola- Manuel António - Benilson Sanda                 | Tunisie- Ghailene Khattali - Adlène Khattali     | Algérie- Ryad Bentouati - Ayoub Haidra           |  |  |  |
| C2 1 000 m | Angola- Manuel António - Benilson Sanda                 | Tunisie- Ghailene Khattali - Adlène Khattali     | Algérie- Sid Ali Belaïdi - Mohamed Ali Merzougui |  |  |  |

### Femmes
| K1 200 m   | Esti Olivier (RSA)                                     | Anfel Arabi (ALG)                                      | Sabiha Ben Othmane (TUN)                    |  |  |  |
| K1 500 m   | Esti Olivier (RSA)                                     | Samaa Ahmed (EGY)                                      | Sabiha Ben Othmane (TUN)                    |  |  |  |
| K1 1 000 m | Aya Ferfad (ALG)                                       | Sabiha Ben Othmane (TUN)                               | Helen Jansen van Vuuren (RSA)               |  |  |  |
| K2 200 m   | Algérie- Aya Ferfad - Anfel Arabi                      | Égypte- Samaa Ahmed - Hana Hussein                     | Tunisie- Ranim Kamerji - Sabiha Ben Othmane |  |  |  |
| K2 500 m   | Afrique du Sud- Esti Olivier - Helen Jansen van Vuuren | Algérie- Aya Ferfad - Anfel Arabi                      | Tunisie- Ranim Kamerji - Sabiha Ben Othmane |  |  |  |
|            |                                                        |                                                        |                                             |  |  |  |
| C1 200 m   | Ayomide Bello (NGA)                                    | Combe Seck (SEN)                                       | Farah Hewidy (EGY)                          |  |  |  |
| C1 500 m   | Ayomide Bello (NGA)                                    | Farah Hewidy (EGY)                                     | Nedra Trabelsi (TUN)                        |  |  |  |
| C2 500 m   | Nigeria- Ayomide Bello - Beauty Akinaere Otuedo        | Égypte- Aya Mohamed Mahmoud - Farah Ayman Salah Hewidy | Sénégal- Madjiguène Seck - Combe Seck       |  |  |  |

### Mixte
| K2 200 m | Égypte                                          | Algérie- Anfel Arabi - Ryad Bentouati | Tunisie- Sabiha Ben Othmane - Slehddine Maknine |  |  |  |
| K2 500 m | Afrique du Sud- Esti Olivier - Chrisjan Coetzee | Algérie- Aya Ferfad - Ayoub Haidra    | Égypte- Lamar Aly - Youssef Abdelgawad          |  |  |  |
|          |                                                 |                                       |                                                 |  |  |  |
| C2 200 m | Nigeria                                         | Égypte- Farah Hewidy - Mohamed Gouda  | Mozambique- Teresa Chianane - Joaquim Lobo      |  |  |  |
| C2 500 m | Égypte- Samaa Ahmed - Ali Hassan                |                                       | Tunisie- Ghailene Khattali                      |  |  |  |

### Para-canoë

#### Hommes
| VL3 200 m | Martin Diatta (SEN) | ????? (???)           | ????? (???)                |  |  |  |
|           |                     |                       |                            |  |  |  |
| KL2 200 m | Martin Diatta (SEN) | ????? (NGA)           | Avelino Almeida (ANG)      |  |  |  |
| KL3 200 m | Edmond Sanka (SEN)  | Brahim Guendouz (ALG) | Isaac Obuaba Adopleh (GHA) |  |  |  |